# 曲匹泮
曲匹泮（开发代号：SCH-12679）是一种含氮有机化合物，化学式C
19H
23NO
2，属于苯并氮杂环庚三烯衍生物，能作为多巴胺受體特别是D1的激动剂，能用作抗高血压药，从未上市销售。